# Ewelina Lisowska
Ewelina Monika Lisowska (phát âm tiếng Ba Lan: [ɛvɛˈlina liˈsɔfska]; sinh ngày 23 tháng 8 năm 1991 tại Wrocław), là một ca sĩ và nhà sáng tác ca khúc người Ba Lan.

## Đĩa hát

### Album phòng thu
| Aero-Plan                                                                     | - Phát hành: 7 tháng 5 năm 2013 - Hãng đĩa: HQT Music Group - Định dạng: CD, tải nhạc         | 10 | - POL: 15,000+ | - POL: Vàng |
| Nowe horyzonty                                                                | - Phát hành: 28 tháng 10 năm 2014 - Hãng đĩa: Universal Music Group - Định dạng: CD, tải nhạc | 21 | - POL: 15,000+ | - POL: Vàng |
| Ponad wszystko                                                                | - Phát hành: 4 tháng 11 năm 2016 - Hãng đĩa: Universal Music Group - Định dạng: CD, tải nhạc  | 44 |                |             |
| "–": Bài hát không có bảng xếp hạng hoặc không được phát hành trong lãnh thổ. |                                                                                               |    |                |             |

### Đĩa đơn
| "Nieodporny rozum"                                                            | 2012 | 1  | Ewelina Lisowska / Aero-Plan |
| "W stronę słońca"                                                             | 2012 | 1  | Aero-Plan                    |
| "Jutra nie będzie"                                                            | 2013 | —  | Aero-Plan                    |
| "We mgle"                                                                     | 2014 | —  | Nowe horyzonty               |
| "Na obcy ląd"                                                                 | 2014 | 18 | Nowe horyzonty               |
| "Nowe horyzonty"                                                              | 2014 | —  | Nowe horyzonty               |
| "Zatrzymaj się"                                                               | 2015 | 20 | Ponad wszystko               |
| "Prosta sprawa"                                                               | 2016 | 10 | Ponad wszystko               |
| "Zrób to!"                                                                    | 2016 | —  | Ponad wszystko               |
| "–": Bài hát không có bảng xếp hạng hoặc không được phát hành trong lãnh thổ. |      |    |                              |